# Panola
|  | Aquest article tracta sobre la vila d'Illinois. Vegeu-ne altres significats a «Panola (Oklahoma)». |

Panola és una població dels Estats Units a l'estat d'Illinois. Segons el cens del 2000 tenia 33 habitants.

## Demografia
Segons el cens del 2000, Panola tenia 33 habitants, 13 habitatges, i 11 famílies. La densitat de població era de 63,7 habitants/km².
Dels 13 habitatges en un 23,1% hi vivien nens de menys de 18 anys, en un 84,6% hi vivien parelles casades, en un 7,7% dones solteres, i en un 7,7% no eren unitats familiars. En el 7,7% dels habitatges hi vivien persones soles el 7,7% de les quals corresponia a persones de 65 anys o més que vivien soles. El nombre mitjà de persones vivint en cada habitatge era de 2,54 i el nombre mitjà de persones que vivien en cada família era de 2,58.
Per edats la població es repartia de la següent manera: un 15,2% tenia menys de 18 anys, un 3% entre 18 i 24, un 27,3% entre 25 i 44, un 30,3% de 45 a 60 i un 24,2% 65 anys o més.
L'edat mediana era de 46 anys. Per cada 100 dones de 18 o més anys hi havia 100 homes.
La renda mediana per habitatge era de 41.875 $ i la renda mediana per família de 40.625 $. Els homes tenien una renda mediana de 47.500 $ mentre que les dones 26.250 $. La renda per capita de la població era de 24.259 $. Cap de les famílies estaven per davall del llindar de pobresa.

## Poblacions més properes
El següent diagrama mostra les poblacions més properes.